# Ina Schwabenland
Ina Schwabenland (* 31. Januar 1978 in Stuttgart) ist eine ehemalige deutsche Basketballspielerin.

## Laufbahn
Schwabenland wuchs in Stuttgart auf, 1995/96 weilte sie an der Newberg High School im US-Bundesstaat Oregon.
Sie war Mitglied der deutschen Juniorennationalmannschaft. Ab der Saison 1999/2000 spielte sie mit der BG Rentrop Bonn in der 1. Damen-Basketball-Bundesliga. Im November 1999 wurde sie für zwei Europameisterschaftsqualifikationsspiele in die Damen-Nationalmannschaft berufen, es blieben ihre einzigen A-Länderspiele. Schwabenlands zweite Bundesligastation war ab 2001 der TSV Wasserburg. 2003 wurde sie mit dem bayerischen Verein deutscher Vizemeister. 2003 verließ sie Wasserburg und schloss sich dem Zweitligisten München Basket an. In der Saison 2006/07 spielte Schwabenland, die Medizin studierte und 2006 an der Ludwig-Maximilians-Universität München ihre Doktorarbeit abschloss, mit DJK SB Ulm in der 2. Bundesliga, anschließend in derselben Liga wieder bei München Basket.